# Guilers

Guilers este o comună în departamentul Finistère, Franța. În 1 ianuarie 2022 avea o populație de 8.221 de locuitori.